# Municipio de Sheridan (condado de Calhoun)
El municipio de Sheridan (en inglés: Sheridan Township) es un municipio ubicado en el condado de Calhoun en el estado estadounidense de Míchigan. En el año 2010 tenía una población de 1936 habitantes y una densidad poblacional de 23,53 personas por km².

## Geografía
El municipio de Sheridan se encuentra ubicado en las coordenadas 42°17′57″N 84°46′24″O / 42.29917, -84.77333. Según la Oficina del Censo de los Estados Unidos, el municipio tiene una superficie total de 82.28 km², de la cual 81,14 km² corresponden a tierra firme y (1,38 %) 1,13 km² es agua.

## Demografía
Según el censo de 2010, había 1936 personas residiendo en el municipio de Sheridan. La densidad de población era de 23,53 hab./km². De los 1936 habitantes, el municipio de Sheridan estaba compuesto por el 87,19 % blancos, el 8,52 % eran afroamericanos, el 0,52 % eran amerindios, el 0,46 % eran asiáticos, el 1,39 % eran de otras razas y el 1,91 % eran de una mezcla de razas. Del total de la población el 4,08 % eran hispanos o latinos de cualquier raza.